# Umberbrauner Drüsling
Der Umberbraune Drüsling (Exidia umbrinella) ist eine Pilzart der Tremellomycetes aus der Familie der Ohrlappenpilzverwandten (Auriculariaceae). Seine blass gelb- bis dunkelbraun, knopfförmigen Fruchtkörper sind gestielt und wachsen einzeln oder in kleinen Gruppen. Sie erscheinen im Frühjahr und Sommer auf morschem Totholz von Koniferen. Die Art ist in verschiedenen Ländern Europas mit gemäßigtem Klima zu finden.

## Merkmale

### Makroskopische Merkmale
Der Umberbraune Drüsling bildet gallertige, gestielte und knopf- oder schüsselförmige Fruchtkörper aus. Die Basidiocarpien sind bis zu 10 mm groß, der Stiel ist etwa 2 mm lang und breit. Die Fruchtkörper wachsen in kleinen Gruppen und verschmelzen nicht miteinander. Jung sind die Fruchtkörper blass gelbbraun, später gelblich bis dunkelbraun. Das Hymenium hat anfangs kleine Drüsenwarzen, die später verschwinden. Es ist trocken und weist scharfkantige Rippen auf. Unter Umständen können die jungen Fruchtkörper mit denen des Kandisbraunen Drüslings (E. saccharina) verwechselt werden.

### Mikroskopische Merkmale
Die Hyphenstruktur des Umberbraunen Drüslings ist wie bei allen Drüslingen monomitisch, besteht also nur aus generativen Hyphen. Sie sind zylindrisch, hyalin und inamyloid.

## Verbreitung
Der Umberbraune Drüsling wurde bislang nur in Europa gefunden. Dort reicht sein Artareal von Frankreich ostwärts bis nach Ungarn, Kaliningrad und Polen.

## Ökologie
Wie auch andere Drüslinge ist der Umberbraune Drüsling ein Saprobiont. Er besiedelt ausschließlich Totholz von Koniferen. Als Substrat dienen ihm sowohl Holz als auch Borke der Kronenregion, die Fruktifikation erfolgt bevorzugt im Sommer.